# Championnat de Côte d'Ivoire de football 1995
Navigation
Saison précédente Saison suivante
La saison 1995 du Championnat de Côte d'Ivoire de football était la 37e édition de la première division ivoirienne. Elle oppose les 16 meilleures équipes du pays, rassemblées au sein de 2 poules de 8 où les clubs affrontent 2 fois tous leurs adversaires, à domicile et à l'extérieur. Les 3 premiers de chaque poule se qualifient pour la poule finale.
C'est l'ASEC Abidjan qui termine une nouvelle fois en tête de la poule nationale et remporte son 13e titre de champion de Côte d'Ivoire. L'ASEC réalise le doublé Coupe-championnat en battant le Stade d'Abidjan en finale de la Coupe de Côte d'Ivoire.

## Les 16 clubs participants
| - ASEC Abidjan - Stade d'Abidjan - Société Omnisports de l'Armée - Stella Club d'Adjamé - Africa Sports - Issia Wazi |

+ 10 autres clubs

## Compétition

### Première phase
Seuls les noms des 6 clubs qualifiés pour la poule finale sont connus.

### Seconde Phase
- Résultats de la 10éme et derniére  journée : -
- ASEC Mimosas - Stella Club  2-0 .
- SOArmée - ISSIA WAZI 4-1 .
- Africa Sports - Stade Abidjan 1-0 .
- Classement Finale : -
- ( Tous 10 matches ) .
- 1er - Africa Sports 21 pts , 2e- ASEC Mimosas 20 pts , 3e- SOArmée  18 pts , 4e- Stade Abidjan 13 pts , 5e- Stella Club 8 pts , 6e- ISSIA WAZI 4 pts .
- Source : -
- Le Quotidien d'Oran  Algérie  N° 277 du mardi 14 novembre 1995 page 22 .

## Observations
- La fédération ivoirienne de football à déchu lundi soir 13 novembre 1995  l'Africa sports de son titre de champion de Côte d'Ivoire, obtenu dimanche 12 novembre 1995, après avoir  constaté, à la suite d'une plainte de son grand rival, l'ASEC, des irrégularités sur l'identité de l'un de ses joueurs du club, Ladji  Bamba. Après audition  des différentes  parties, les responsables  de la fédération  qui se sont réunis  vendredi  puis lundi soir  ont déclaré  , selon M. Jacques  Anoma  , président de la ligue  nationale de football « ne plus  avoir des doutes », sur  des irrégularités. Dans un premier document  remis a la fédération, Ladji Bamba  avait  été  déclaré  né en 1969  dans un quartier d'Abidjan , tandis que  dans un autre document  officiel , le même  joueur était  déclaré né en 1977  au nord -est  de la capitale  économique  ivoirienne. Le club  se voit enlever  six points  pour ses matches joués  et gagnés  lors  des 8éme et 9éme journées  de la seconde  phase  du championnat  ce qui  confère  automatiquement  le titre  de champion 1995 à l'ASEC d'Abidjan , déjà tenant  du titre . l'Africa sports  a également  été  disqualifié de la coupe nationale , malgré sa victoire  en quarts de finale  contre le stade d'Abidjan. Nouveau classement  final  définitif : - 1er- ASEC Abidjan 23 pts (nouveau champion)  2e- SOArmée  18 pts, 3e- Africa sports 15 pts , 4e-  stade abidjan 11 pts , 5e- stella club 11 pts , 6e- issia wazi 4 pts. (source : - L'Authentique du jeudi 16 novembre 1995 page 18). NB : le joueur Ladji Bamba  incriminé  dans cette affaire, a été  suspendu  pour une période  de trois mois. (source : Ouest Tribune N° 902 du samedi 18 novembre 1995 page 20).

### Poule nationale
À partir de cette saison, le barème utilisé pour le classement est le suivant :
- Victoire : 3 points
- Match nul : 1 point
- Défaite, forfait ou abandon : 0 point

| Rang | Équipe                        | Pts | J  | G | N | P | Bp | Bc | Diff |
| ---- | ----------------------------- | --- | -- | - | - | - | -- | -- | ---- |
| 1    | ASEC Abidjan (T) (C)          | 23  | 10 | 7 | 2 | 1 | 24 | 12 | +12  |
| 2    | Société Omnisports de l'Armée | 18  | 10 | 6 | 0 | 4 | 15 | 15 | 0    |
| 3    | Africa Sports -9              | 15  | 10 | 4 | 3 | 3 | 12 | 7  | +5   |
| 4    | Stade d'Abidjan               | 13  | 10 | 3 | 4 | 3 | 13 | 13 | 0    |
| 5    | Stella Club d'Adjamé          | 11  | 10 | 3 | 2 | 5 | 7  | 13 | -6   |
| 6    | Issia Wazi                    | 4   | 10 | 1 | 1 | 4 | 10 | 21 | -11  |

|  | Qualifié pour la Coupe des clubs champions africains 1996 |
|  | Qualifié pour la Coupe des coupes 1996                    |
|  | Qualifié pour la Coupe de la CAF 1996                     |

- C'est le club d'Africa Sports qui a terminé en tête de la poule finale. Cependant, il a reçu une pénalité pour avoir aligné un joueur, Bamba Ladji, qui a menti sur son âge et son identité. C'est l'ASEC Abidjan, à l'origine dauphin d'Africa Sports, qui est donc sacré champion de Côte d'Ivoire, pour la 6e année d'affilée.

## Bilan de la saison
| Tableau d'Honneur                                                    |              |
| Compétition                                                          | Vainqueur    |
| Championnat de Côte d'Ivoire de football                             | ASEC Abidjan |
| Coupe de Côte d'Ivoire de football                                   | ASEC Abidjan |
| Supercoupe de Côte d'Ivoire de football Coupe Félix Houphouët-Boigny | ASEC Abidjan |

| Qualifications continentales 1996        |                               |
| Compétition                              | Qualifié                      |
| Coupe des clubs champions africains 1996 | ASEC Abidjan                  |
| Coupe des coupes 1996                    | Stade d'Abidjan               |
| Coupe de la CAF 1996                     | Société Omnisports de l'Armée |
| Coupe de l'UFOA 1996                     | Sabé Sports de Bouna          |